# الرشید، بغداد
ال رشید، بغداد یک منطقهٔ مسکونی در عراق است که در استان بغداد واقع شده‌است.

## نگارخانه

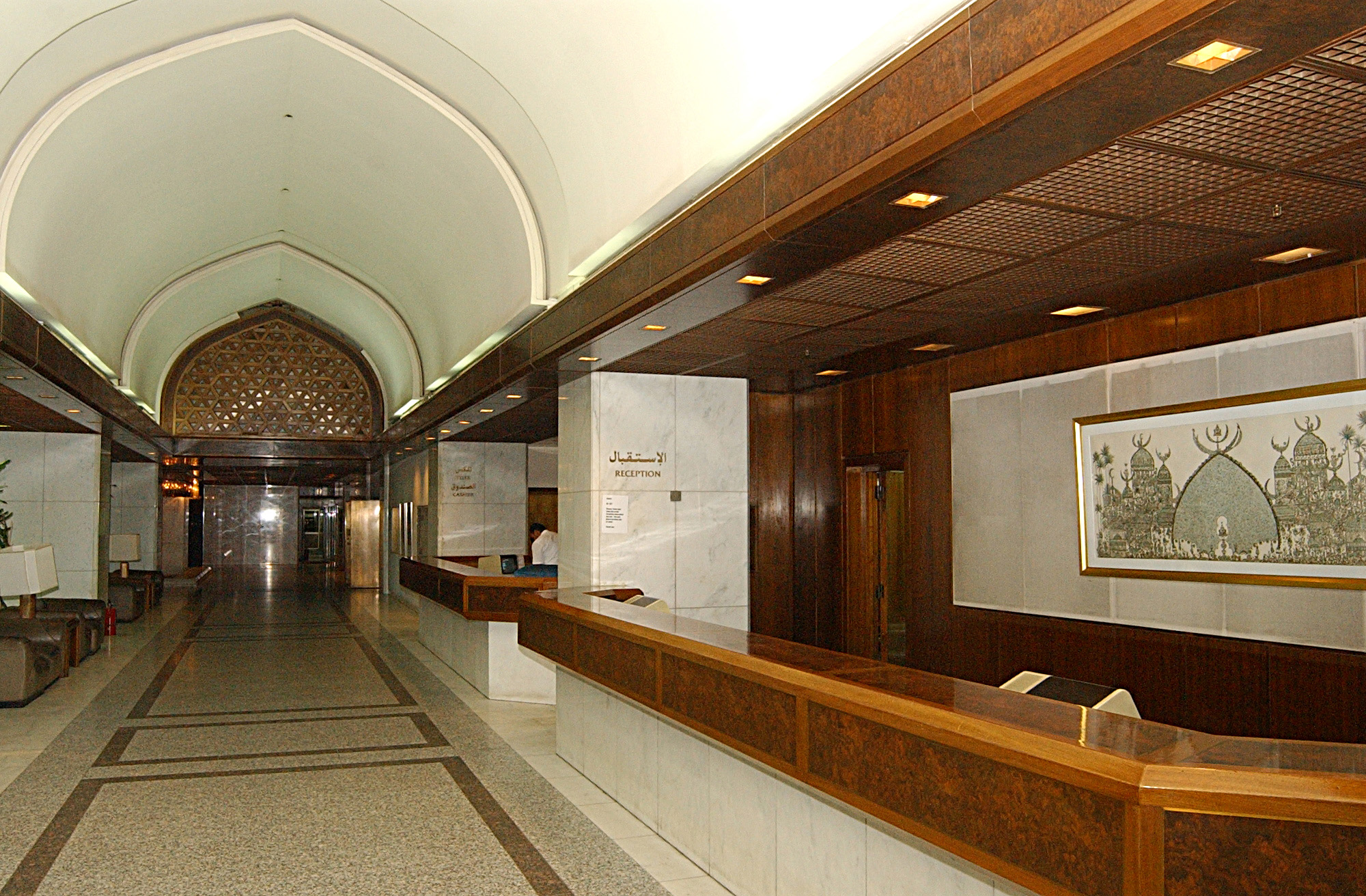
لابی هتل الرشید
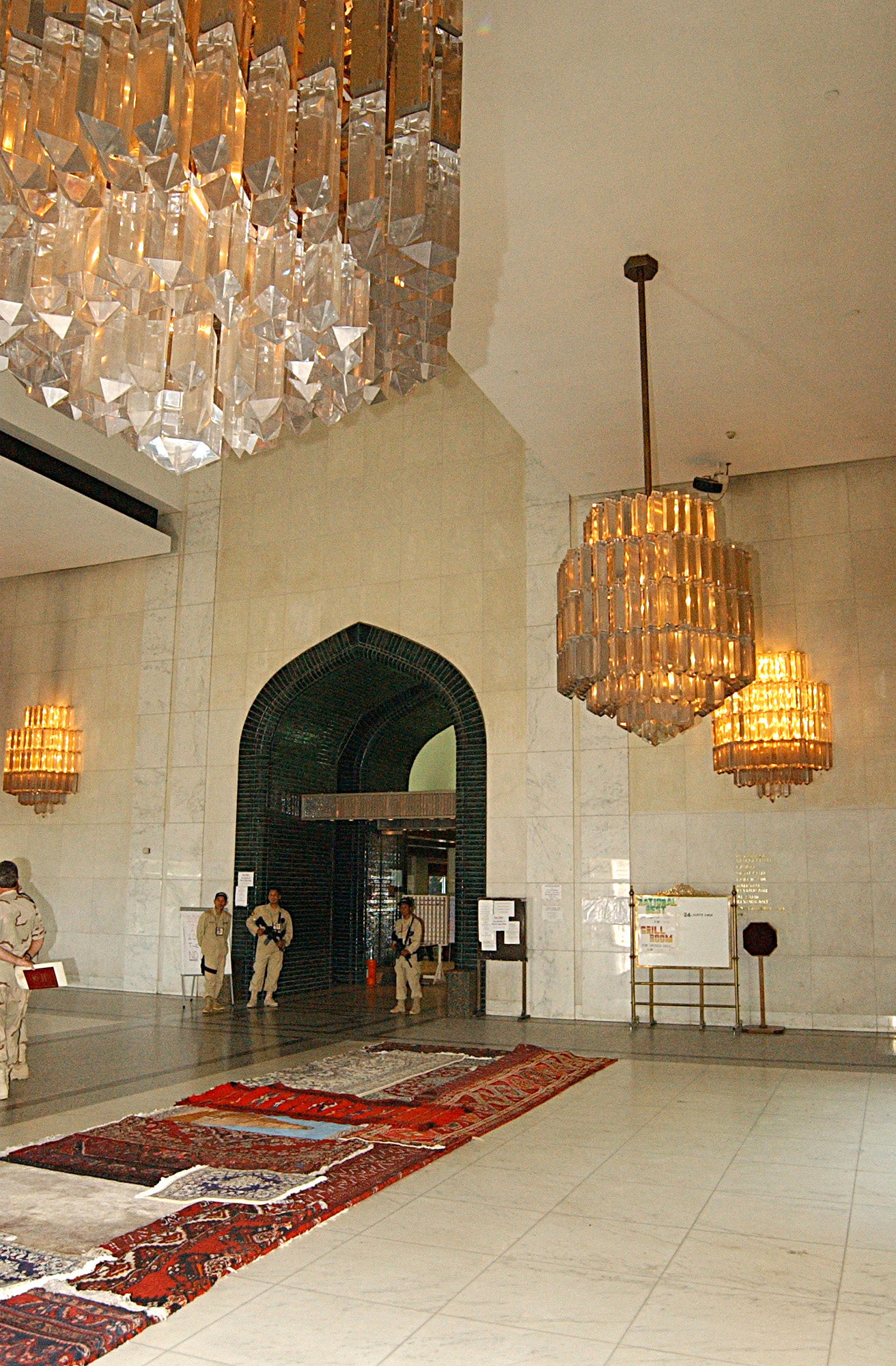
لابی هتل الرشید